# Ne nous fâchons pas
Pour plus de détails, voir Fiche technique et Distribution.
Ne nous fâchons pas est un film français réalisé par Georges Lautner, sorti le 20 avril 1966.

## Synopsis
Antoine Beretto alias  « Tonio », est un ancien gangster  recyclé dans le commerce de location de bateaux, ski nautique et école de plongée, à Collioure. Deux anciens complices, traqués par la brigade anti-gang, lui rendent visite pour lui emprunter de l'argent et lui demander de les faire passer en Italie par la mer. Beretto d'abord réticent, finit par accepter et leur avance quatre millions (c'est-à-dire 40 000 nouveaux francs). Afin qu'il puisse récupérer son argent, les deux malfrats en cavale citent Léonard Michalon, escroc s'étant évaporé avec l'argent d'un pari placé à l'hippodrome de Cagnes-sur-Mer. Michalon est un bookmaker véreux. Prenant des paris clandestins aux courses et faisant miroiter des gains mirobolants, il file avec les mises. Antoine Beretto retrouve Michalon par l'intermédiaire de son ami Jeff, également gangster rangé. Pour Jeff, Michalon est lâche et n'a jamais remboursé personne; un parasite faisant profession d'escroquer les autres pour des sommes minables. Il ne mérite pas l'effort de le retrouver et il risque de causer plus de problèmes que d'en résoudre. Une fois débusqué, Léonard est effectivement passif, geignard, poissard, déloyal et insolvable. Il est aussi recherché par le gang excentrique du mystérieux « colonel » McLean, sujet britannique, soupçonnant Michalon de connaître ses plans de braquage d'un énorme convoi d'or, semble déterminé à le faire abbattre. Antoine et Jeff vont devoir tout mettre en œuvre pour protéger Léonard des tentatives d'assassinat du colonel.

Acteurs principaux
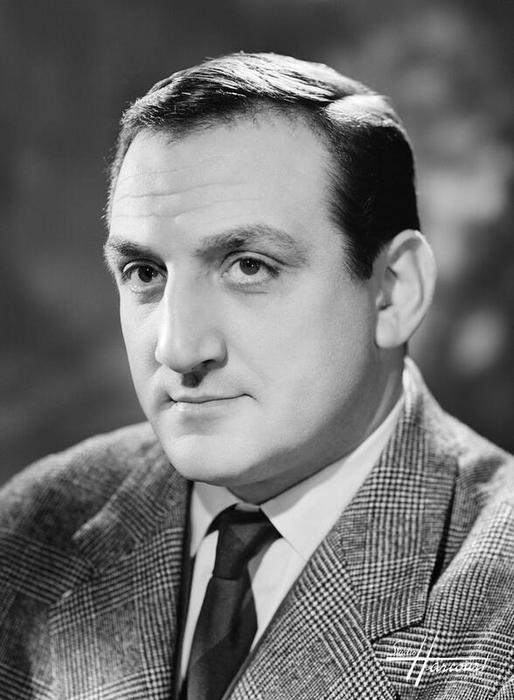
Lino Ventura (Antoine Beretto)
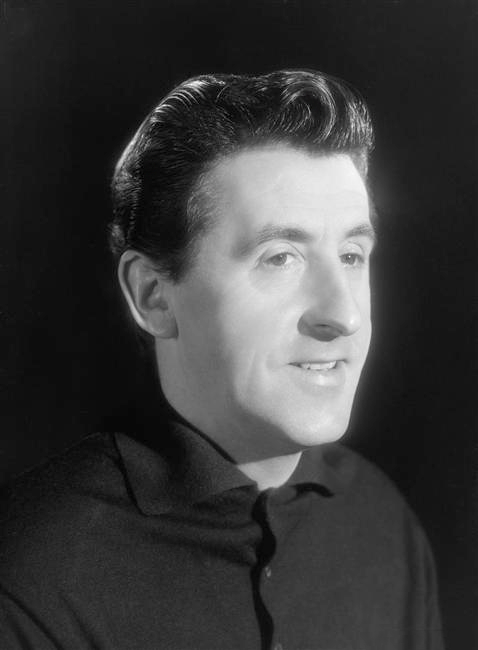
Jean Lefebvre (Léonard Michalon)
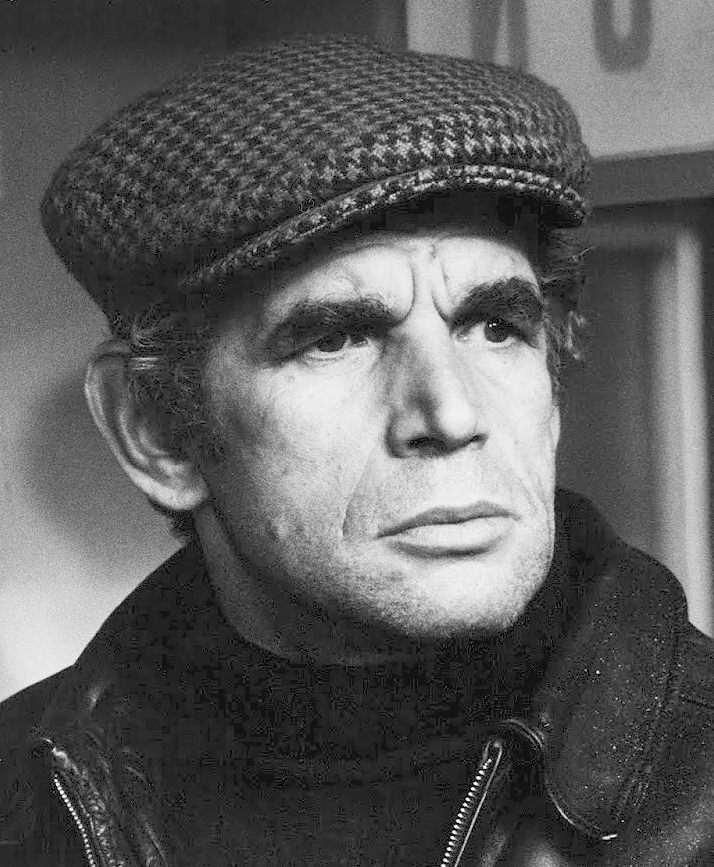
Michel Constantin (Jeff)
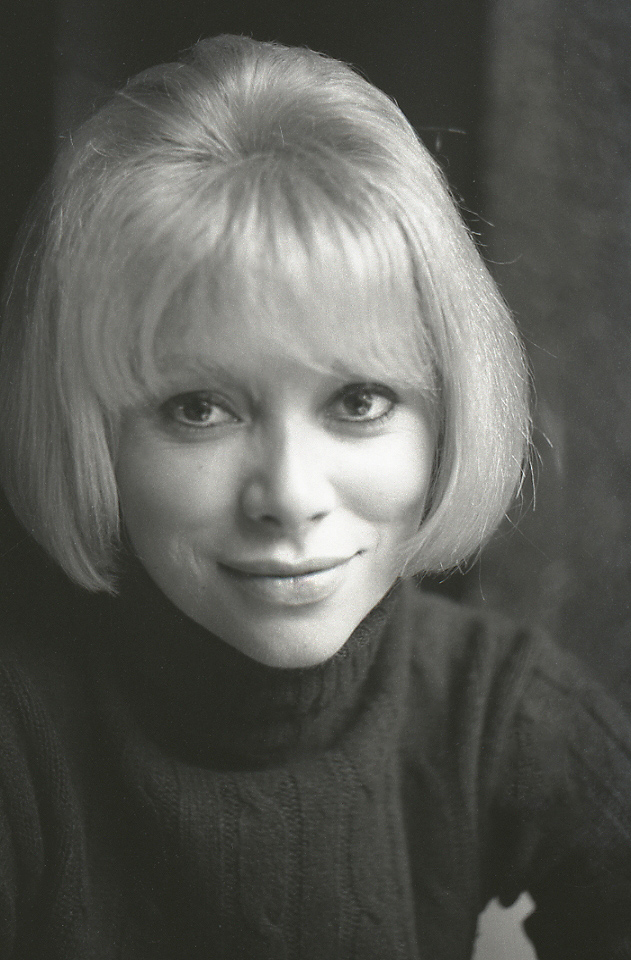
Mireille Darc (Églantine Michalon)
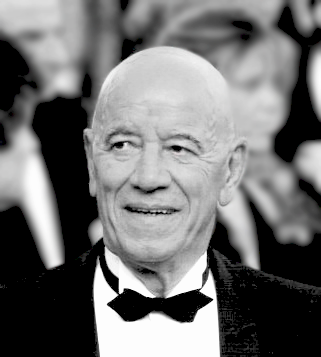
André Pousse (un truand en fuite)
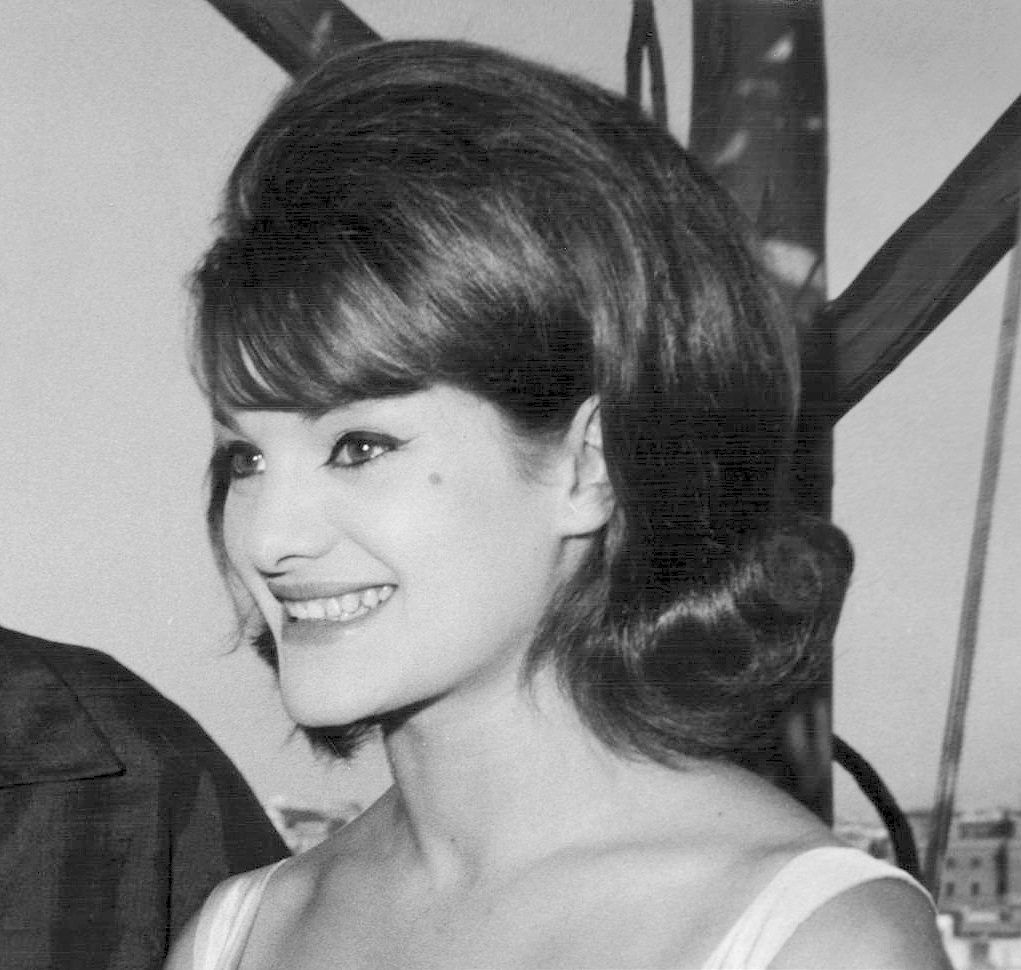
Sylvia Sorrente (Vicky, amie d'Antoine)
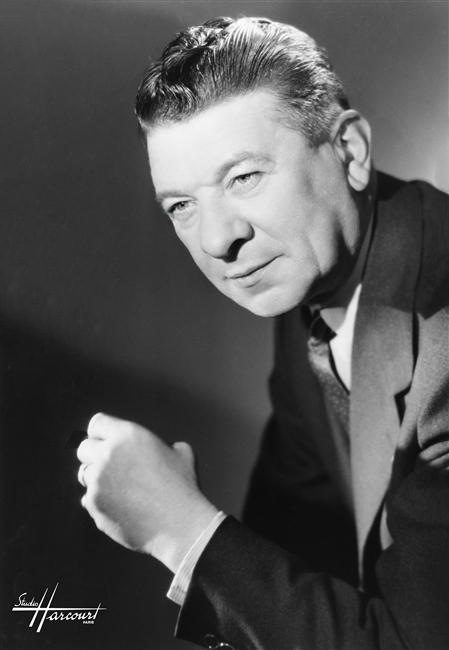
Robert Dalban (l'embaumeur)

## Fiche technique
- Titre : Ne nous fâchons pas
- Réalisation : Georges Lautner
- Scénario : Michel Audiard, Marcel Jullian, Georges Lautner et Jean Marsan
- Dialogue : Michel Audiard
- Production : Alain Poiré
- Société de production : Gaumont International
- Société de distribution : Gaumont Distribution
- Musique : Bernard Gérard, aux éditions Hortensia
- Images : Maurice Fellous
- Opérateur : Yves Rodallec et Alain Boisnard, pour la seconde équipe
- Montage : Michelle David, assistée de Gina Pignier
- Décors : Jean Mandaroux, assisté de René Calvierra
- Son : Louis Hochet
- Perchman : Georges Vaglio
- Script-girl : Annie Maurel
- Effets spéciaux de : Gil Delamare
- Photographe de plateau : Gilles Bandoin
- Directeur de production : Roger Debelmas, Robert Sussfeld
- Assistant réalisateur : Claude Vital, Paul Nuyttens, Robin Davis, Jacques Ristori
- Régisseur général : Armand Tabuteau
- Régisseur : René Brun
- Administrateur de production : Guy Azzi
- Ensemblier : André Labussière
- Maquillage : René Daudin et Micheline Chaperon
- Le « Super Homard » a été tourné à l'Akou-Akou-Club à Valbonne
- Avec le concours d'un groupe de majorettes de Nice
- Bijoux de René Llonguet
- Les « mods » sont habillés par Renoma
- Tournage dans les studios de la Victorine à Nice et sur l'aéroport de Nice-Côte d'Azur
- Pays d'origine : France
- Langue : français
- Format : couleurs Eastmancolor - 2,35:1 procédé Techniscope - mono - 35 mm
- Laboratoire LTC
- Générique : CTR
- Genre : comédie, policier
- Durée : 100 minutes
- Dates de sortie : 
  - 20 avril 1966 (France)
  - 9 septembre 1966 (Belgique)
- Affiches : Jouineau Bourduge, Charles Rau (France)

## Distribution
- Lino Ventura : Antoine Beretto
- Jean Lefebvre : Léonard Michalon
- Michel Constantin : Jeff, le patron du « Homard Américain »
- Mireille Darc : Églantine Michalon
- Tommy Duggan : le colonel McLean
- Marcel Bernier : Marcel, l'employé de Jeff
- Thierry Thibaud : Shark
- André Pousse : un truand en fuite
- Mick Besson : un truand en fuite
- Robert Dalban : l'embaumeur
- Sylvia Sorrente : Vicky, l'amie d'Antoine
- Serge Sauvion : le commissaire
- France Rumilly : Gisèle, la comptable
- Jean Panisse : le ferrailleur (non crédité)
- Jacques Zabor
- Les majorettes de Nice : elles-mêmes
- Christian Barbier : un des policiers au tout début du film (non crédité)
- Philippe Castelli : le narrateur de la bande-annonce

## Production

### Lieux de tournage
Le tournage s'est déroulé à Nice (pour les scènes à l'aéroport), au Cap d'Antibes, sur les remparts d'Antibes et principalement à Roquebrune-Cap-Martin où se trouve toujours le bâtiment du restaurant (Le Homard américain dans le film, Le Sporting de son vrai nom à l'époque, aujourd'hui devenu la villa Cala Azzura, au 48 avenue Winston Churchill). Le haras est le centre équestre de Villeneuve-Loubet. Pour la scène du pont, Georges Lautner profita de la destruction du pilier central du viaduc de Malvan (coupé en deux en 1944), vestige de la ligne de tramway Cagnes-Vence, situé à proximité de Saint-Paul-de-Vence. Les dernières scènes du film ont été en grande majorité tournées dans le village de Saint-Cézaire-sur-Siagne.

### Accessoires
Une Renault 8 Gordini, une Citroën Type H et une flotte de cyclomoteurs Honda jouent un grand rôle.

## Accueil critique et box office
Les critiques éreintent le film à sa sortie. Par exemple, Jean-André Fieschi, des Cahiers du cinéma, accuse Lautner d'« exploiter » une « mythologie » usée jusqu'à la corde, la « mythologie du cave et du non-cave », et Audiard de commettre « des dialogues de plus en plus ésotériques ». D'après lui le « scope-couleur » n'est « pas beau » et le film serait soutenu par un racisme anti-britannique de franchouillards et il dépeint l'ensemble comme un mélange « pénible » de poncifs de la série noire et de « gags à la Tex Avery ».
Le film fait néanmoins 1 877 412 entrées.

## Bande originale du film
La bande originale française est signée par Bernard Gérard, qui fut l'assistant et l'arrangeur de Michel Magne sur certains titres de bandes originales. Ce fut l'une de ses premieres créations de musique de film. La première version fut publiée en 1965 sous la forme d'un EP 45 avec quatre titres courts. La version sortie en 2002, dans la collection Écoutez le cinéma ! n°18 comporte deux inédits dont Rosbif attack qui accompagne une scène d'anthologie du film.
Akou, la chanson du générique de fin, est chantée par Graeme Allwright. Elle est parfois reprise sous le titre de Monkiss ou Monkis, nom d'un style de danse en vogue à l'époque, comme le jerk ou le hully-gully. Le titrage fait référence au tournage du « Super Homard » à l'Akou-Akou-Club à Valbonne. Ce titre Akou est fortement inspiré de Gloria des Them (Van Morrison, 1964).
Index des titres
| Année de sortie | Titres de la B.O.                                        | Durée de la piste | Auteur         | Arrangeur      | Éléments complémentaires Références discographiques                                                 |
| --------------- | -------------------------------------------------------- | ----------------- | -------------- | -------------- | --------------------------------------------------------------------------------------------------- |
| 1965            | 1. Les Adieux au colonel                                 | 1.55              | Bernard Gérard | Bernard Gérard | EP 45 Disque Barclay Barclay 70979                                                                  |
| 1965            | 2. Ne nous fâchons pas (thème principal / générique)     | 2.02              | Bernard Gérard | Bernard Gérard | (Barclay 70979)                                                                                     |
| 1965            | 3. Akou (générique de fin) (chanté par Graeme Allwright) | 2.41              | Bernard Gérard | Bernard Gérard | (Barclay 70979)                                                                                     |
| 1965            | 4. Ballade romantique                                    | 1.38              | Bernard Gérard | Bernard Gérard | (Barclay 70979)                                                                                     |
| 2002            | 5. Rosbif attack (inédit)                                | 1.56              | Bernard Gérard | Bernard Gérard | CD Disques Universal Music France Universal Music France 017 182-2 Série « Écoutez le cinéma n°18 » |
| 2002            | 6. Ne nous fâchons plus (inédit)                         | 1.40              | Bernard Gérard | Bernard Gérard | Série « Écoutez le cinéma n°18 »                                                                    |

Édition complète de la bande originale dans l'ordre de sonorisation
- 2002 : Michel Magne & Bernard Gérard : Les Tontons flingueurs / Ne nous fâchons pas (Les films de Georges Lautner) CD Disques Universal Music France - Universal Music France 017 182-2 • Série « Écoutez le cinéma n°18 ».

Rééditions de la bande originale
- 1967 : Ne nous fâchons pas (Version française : titres 1 et 2 seulement) EP 45 Disque Seven Seas/Barclay (Japon) - Seven Seas/Barclay HIT-1375.

Compilations partielles de titres de la bande originale
- 1999 : Twist Again au Ciné (compilation 26 titres de B.O / Uniquement le titre n°13 sous le titre Monkiss) CD Playtime - Playtime PL 9905048

## Autour du film
Certaines cascades sont reprises dans le film Taxi : lorsque le personnage de Lino Ventura roule sur les roues latérales et lorsque les Anglais et leur 2CV rouge se retrouvent isolés sur la pile d'un viaduc dont le reste du tablier a été détruit dans des explosions[réf. nécessaire].

### Revue de presse
- Jean-Elie Fovez, « Ne nous fâchons pas », Téléciné no 129, Paris, Fédération des Loisirs et Culture Cinématographique (FLECC), juin-juillet 1966, p. 52,  (ISSN 0049-3287)